# Dominique Bathenay

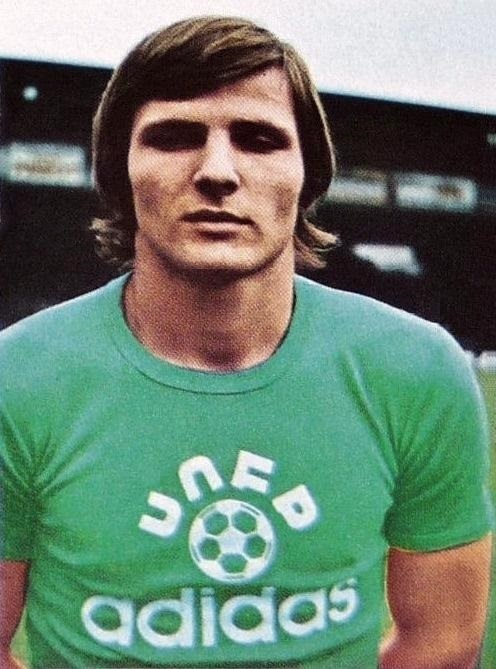
Dominique Bathenay en 1974.

Dominique Bathenay, né le 13 février 1954 à Pont-d'Ain (Ain), est un footballeur international français reconverti comme entraîneur.
Il acheva sa carrière de joueur en 1987 après avoir successivement joué à Granges-lès-Valence, Tournon-sur-Rhône, à l'AS Saint-Étienne, au Paris SG et au FC Sète.
Il a ensuite entraîné des équipes comme le FC Sète, le Stade de Reims, l'AS Saint-Étienne, le Nîmes Olympique, ou encore le CS Sedan-Ardennes. Nommé en septembre 2008 sélectionneur des Émirats arabes unis, il ne parvient pas à qualifier l'équipe pour la Coupe du monde 2010 et quitte ses fonctions le 20 juin 2009, sans retrouver de club depuis cette date.
Dominique Bathenay a également présidé la commission de la Coupe de France de football entre 1996 et 2000.

## Biographie
Formé à Granges-lès-Valence, Tournon puis à l'AS Saint-Étienne, il est, à partir de 1973, un des piliers du club stéphanois qui se hisse au sommet du football français et européen. Bathenay gagne pendant cette période un important palmarès : trois titres de champion de France en 1974, 1975 et 1976, ainsi que trois coupes de France en 1974, 1975 et 1977.
En 1976, l'AS Saint-Étienne atteint la finale de la Coupe des clubs champions européens. Lors de ce match face au « grand » Bayern Munich, double tenant du titre, Bathenay élimine Franz Beckenbauer et envoie un missile sur la barre transversale carrée de l'Hampden Park. Un peu plus tard, c'est son coéquipier Jacques Santini qui verra également sa tête renvoyée par la barre. Les « Verts », malgré une courageuse prestation, s'inclinent 1-0 au terme de ce qui sera surnommé la « finale des poteaux carrés » puis fêtés sur les Champs-Elysées par le public parisien.
Bathenay est nommé deuxième meilleur joueur français derrière Michel Platini en 1977. Il est également nommé au Ballon d'or deux années de suite en 1976 et 1977 avec pour meilleur résultat une 13e place[Quand ?].
International, ses 20 sélections lui permettront de disputer la Coupe du monde 1978 en Argentine. Arrivé blessé, il ne disputera que les deux derniers matchs de poule et ne pourra empêcher une élimination prématurée de l'équipe de France dans un groupe très relevé (dans lequel figurent l'Argentine, l'Italie et la Hongrie).
Capitaine par la suite du PSG pendant sept ans de 1978 à 1985, il brandira deux nouvelles coupes de France en 1982 (victoire face à l'AS Saint-Étienne en finale) et 1983. Pour l'anecdote, lors de sa dernière saison avec le PSG, le club dispute la finale de la Coupe de France 1985 avec Bathenay sur le banc... et s'incline en finale face à l'AS Monaco.
En 2022, le magazine So Foot le classe dans le top 1000 des meilleurs joueurs du championnat de France, à la 45e place.
Ensuite, à 31 ans, il rejoint pendant trois ans le FC Sête en D2. Il profite de cette fin de carrière pour passer de joueur à entraîneur.
En septembre 2008, il devient sélectionneur des Émirats arabes unis, succédant à Bruno Metsu dont il était l'adjoint. Il est démis de ses fonctions en juin 2009.

## Carrière de joueur
- 1963-1967 :  Granges-lès-Valence
- 1969-1971 :  RC Tain-Tournon
- 1971-1978 :  AS Saint-Étienne
- 1978-1985 :  Paris Saint-Germain
- 1985-1987 :  FC Sète[4]

## Palmarès

### En club
- Champion de France en 1974, 1975 et 1976 avec l'AS Saint-Étienne
- Vainqueur de la Coupe de France en 1974, 1975 et 1977 avec l'AS Saint-Étienne, puis en 1982 et 1983 avec le Paris Saint-Germain
- Finaliste de la Coupe d'Europe des Clubs Champions 1976, demi-finaliste en 1975 et quart de finaliste en 1977 avec l'AS Saint-Étienne
- Vainqueur du Tournoi international de Paris en 1980, 1981 et 1984 avec le Paris Saint-Germain

### En équipe de France
- Vingt sélections et quatre buts entre 1975 et 1982
- Participation à la Coupe du monde de football de 1978 (premier tour)

### Record
Il est toujours en 2021, avec Marceau Somerlinck, Alain Roche, Thiago Silva, Marquinhos et Ángel Di María, recordman des victoires en Coupe de France avec cinq trophées.

## Carrière d'entraîneur
- 1986-1988 :  FC Sète
- 1988-1989 :  Stade de Reims
- 1989 :  US Monastir
- 1996 :  AS Saint-Étienne
- 1996-2000 :  AS Choisy-le-Roi
- 2000-2002 :  Nîmes Olympique
- 2002 :  équipe des Seychelles
- 2003-2004 :  CS Sedan-Ardennes
- 2006-2008 :  Sélectionneur adjoint de l'équipe des Émirats arabes unis
- 2008-2009 :  équipe des Émirats arabes unis

## Carrière de dirigeant
- 1996-2000 : Président de la commission de la Coupe de France

## Divers
Dominique Bathenay, connu pour sa puissante frappe de balle, est l'auteur d'un but resté dans les mémoires : un « boulet de canon » des 30 mètres marqué contre Liverpool lors du quart de finale retour de la Coupe des clubs champions européens 1976-1977 à Anfield Road. Ce tir plongeant se logea dans la lucarne du gardien Ray Clemence et a longtemps fait partie du générique de l'émission Téléfoot. 
Déjà, au match aller à Geoffroy-Guichard, Bathenay, situé dans la surface de réparation, avait marqué de l'extérieur du pied, dans un geste réflexe, en reprenant un ballon venant d'un centre. Le Stéphanois demeure l'unique buteur des « Verts » lors de ces deux matchs à l'issue desquels ceux-ci sont éliminés (1-0 ; 1-3), mais non sans avoir marqué les esprits des supporters de Liverpool (futur vainqueur de cette édition de la Coupe des clubs champions).